# Збірна Нідерландів з баскетболу
Збірна Нідерландів з баскетболу — національна баскетбольна команда, яка представляє Нідерланди на міжнародній баскетбольній арені.

## Історія
Нідерланди були учасниками чемпіонатів Європи 1946, 1947, 1949 та 1951 років. Найвище їх досягнення 5 місце в 1949.
«Помаранчеві» згодом кваліфікувались на три чемпіонати поспіль з 1961 по 1967. Так само сталось і в 70-х роках з 1975 по 1979 представники країни тюльпанів брали участь в Євробаскеті.
У 1983 році Нідерланди посіли четверте місце поступившись збірній СРСР 70-105 в матчі за третє місце. На наступних трьох чемпіонатах «помаранчеві» не піднімались вище восьмої сходинки.
З 1991 по 2013 збірна Нідерландів взагалі не потрапляла на Євробаскет, незважаючи на представництво в складі збірної гравця клубу НБА «Індіана Пейсерз» Ріка Смітса.
У 2015 Нідерланди повернулись на Євробаскет. У групі С вони посіли останнє місце здобувши єдину перемогу над грузинами 73–72.

## Статистика виступів

### Євробаскет
| Євробаскет | Євробаскет              | Євробаскет              | Євробаскет              | Євробаскет              |
| Рік        | Позиція                 | І                       | В                       | П                       |
| ---------- | ----------------------- | ----------------------- | ----------------------- | ----------------------- |
| 1935–1939  | Не пройшли кваліфікацію | Не пройшли кваліфікацію | Не пройшли кваліфікацію | Не пройшли кваліфікацію |
| 1946       | 6-е місце               | 3                       | 1                       | 2                       |
| 1947       | 11-е місце              | 6                       | 2                       | 4                       |
| 1949       | 5-е місце               | 6                       | 2                       | 4                       |
| 1951       | 10-е місце              | 9                       | 5                       | 4                       |
| 1953–1959  | Не пройшли кваліфікацію | Не пройшли кваліфікацію | Не пройшли кваліфікацію | Не пройшли кваліфікацію |
| 1961       | 15-е місце              | 6                       | 3                       | 3                       |
| 1963       | 16-е місце              | 9                       | 1                       | 8                       |
| 1965       | Не пройшли кваліфікацію | Не пройшли кваліфікацію | Не пройшли кваліфікацію | Не пройшли кваліфікацію |
| 1967       | 16-е місце              | 9                       | 0                       | 9                       |
| 1969–1973  | Не пройшли кваліфікацію | Не пройшли кваліфікацію | Не пройшли кваліфікацію | Не пройшли кваліфікацію |
| 1975       | 10-е місце              | 7                       | 2                       | 5                       |
| 1977       | 7-е місце               | 7                       | 3                       | 4                       |
| 1979       | 10-е місце              | 8                       | 4                       | 4                       |
| 1981       | Не пройшли кваліфікацію | Не пройшли кваліфікацію | Не пройшли кваліфікацію | Не пройшли кваліфікацію |
| 1983       | 4-е місце               | 7                       | 3                       | 4                       |
| 1985       | 12-е місце              | 7                       | 1                       | 6                       |
| 1987       | 10-е місце              | 7                       | 2                       | 5                       |
| 1989       | 8-е місце               | 5                       | 0                       | 5                       |
| 1991–2013  | Не пройшли кваліфікацію | Не пройшли кваліфікацію | Не пройшли кваліфікацію | Не пройшли кваліфікацію |
| 2015       | 21-е місце              | 5                       | 1                       | 4                       |
| 2017       | Не пройшли кваліфікацію | Не пройшли кваліфікацію | Не пройшли кваліфікацію | Не пройшли кваліфікацію |
| 2022       | 22-е місце              | 5                       | 0                       | 5                       |
| Разом      | 16/38                   | 106                     | 30                      | 76                      |

### Чемпіонат світу
| Рік   | Позиція    | І | В | П |
| ----- | ---------- | - | - | - |
| 1986  | 14-е місце | 5 | 2 | 3 |
| Разом | Разом      | 5 | 2 | 3 |